# Nickel Proles
Nickel (Nicolaus) Proles (auch Prolis) († 1463 in Dresden) war ein im 15. Jahrhundert lebender Dresdner Ratsherr und Bürgermeister.
Nickel Proles entstammte einer alteingesessenen Familie, die bereits in der ältesten erhaltenen landesherrlichen Ratsbestätigungsurkunde vom 13. Januar 1399 erwähnt wird. In diesem Jahr gehörte mit Nigkel Proles ein Vorfahre dem Dresdner Rat an. Die Familie besaß größeren Grundbesitz in der Dresdner Umgebung und war außerdem Lehnsherr des Rittergutes Ottendorf.
Im Jahr 1441 ist er erstmals in der Liste der Ratsmitglieder verzeichnet und übernahm dort das Amt des Kämmerers. Ab 1451 war er bis zu seinem Tod 1463 Hospitalmeister. Zweimal wurde Nickel Proles ins Amt des regierenden Bürgermeisters gewählt (1457 und 1463). In dieser Zeit fiel ihm die schwierige Aufgabe zu, die immer wieder aufflammenden Konflikte zwischen dem Rat und den Handwerkern der Stadt beizulegen, letztlich ohne Erfolg. Erst die sieben Jahre nach seinem Tod verabschiedete Ratsordnung von 1470 regelte die Wahl der Bürgermeister und die Besetzung des Stadtrates neu.
Proles taucht auch in verschiedenen Akten als Grundbesitzer auf. 1444 veräußerte er einen Weinberg am Tatzberg an den Doktor der Arznei und Vikar zu Meißen Franciscus Kunze, um mit dem Erlös Schulden zu bezahlen. Bei seinem Tod hinterließ er u. a. ein Vorwerk in Altendresden sowie einen Weinberg in Loschwitz.